# Fénytelen csillag
A Fénytelen csillag (eredeti francia címén Étoile sans lumiére) 1946-ban bemutatott francia filmdráma. A filmben nevezetes személyek is szerepelnek, mint például Édith Piaf, Yves Montand.

## Tartalom
Stella Dorának, a némafilmekben profi színésznőnek hangosfilmben kell játszania, ahol énekelnie is kell. Impresszáriója egy szobalány hangjára figyel fel, akit megkér, hogy adja a hangját Stella filmjéhez. A szobalányt a premierre sem hívják meg, és meg sem említik a nevét. Minden dicsőség Stella Doráé.

## Főbb szereplők
| Szereplő      | Színész         |
| ------------- | --------------- |
| Madeleine     | Édith Piaf      |
| Roger Marney  | Jules Berry     |
| Gaston Lansac | Serge Reggian   |
| Pierre        | Yves Montand    |
| Stella Dora   | Mila Parély     |
| Lulu          | Colette Brosset |
| Paul          | Jean Raymond    |
| Mélanie       | Mady Berry      |